# 체코슬로바키아어
체코슬로바키아어(Czech-Slovak, Czecho-Slovak)는 서슬라브어군에 속하는 방언연속체로, 크게 체코어와 슬로바키아어로 나뉜다. 대부분의 방언은 서로 상호 의사소통이 가능하며 지역에 따라 점진적인 변화를 보이나, 체코어와 슬로바키아어의 표준어에는 상당한 차이가 있어 다른 언어로 볼 수 있는 정도이다. 한편 방언연속체는 슬로바키아 동부 방언에 가서는 폴란드어와도 유사성을 보인다. 한편 모라비아 방언을 별개의 언어로 보는 시각도 존재한다.
중세에 체코 지역의 보헤미아는 신성로마제국의 일부로 있었고 슬로바키아 지역은 헝가리 왕국의 일부였다. 보헤미아 지역은 근대화의 영향을 크게 받아 방언이 표준어로 통합되는 과정을 겪었으나 모라비아는 비교적 방언이 다양하게 남았다. 과거 체코어와 슬로바키아어를 절충한 표준 체코슬로바키아어를 제정하려는 시도가 있었으며 실제로 체코슬로바키아 제1공화국에서 공용어로 지정되기도 했으나 성공적으로 보급되지 않았다.

## 같이 보기
- 체코슬로바키아
- 체코어
- 슬로바키아어